# Progër
Progër là một xã trong quận Devoll thuộc hạt Korçë, Albania. Dân số năm 2005 là 5232 người.